# 나인 (2009년 영화)
나인(영어: Nine)은 2009년 공개된 미국의 뮤지컬 로맨스 영화이다.

## 줄거리
1965년, 재능 있는 이탈리아 영화감독 귀도 콘티니는 50세가 되고 극심한 슬럼프에 빠진다. 새 영화에 대한 아이디어가 떠오르지 않자, 그는 자신의 삶에 등장했던, 혹은 등장하는 모든 여성들로부터 영감을 얻고자 한다. 여기에는 아내 루이사, 영화배우 클라우디아, 정부 카를라, 의상 디자이너이자 조력자 릴리, 패션 저널리스트 스테파니, 어린 시절 만났던 창녀 사라지나, 그리고 그의 어머니가 포함된다.
새 영화에 대한 구체적인 계획이 없는 귀도는 기자들의 질문을 회피하고 해변의 호텔로 도피한다. 그곳에서 정부인 카를라로부터 유혹적인 전화를 받고 그녀를 숨겨둔다. 프로듀서 단테가 영화 스태프를 호텔로 데려오자, 귀도는 릴리에게 자신의 곤경을 털어놓는다. 릴리는 그에게 영화로 즐거움을 선사해야 한다고 조언한다. 귀도는 어린 시절 해변에서 춤을 추며 인생의 기쁨을 가르쳐주었던 사라지나를 떠올린다.
저녁 식사 자리에서 아내 루이사는 깜짝 등장하여, 배우 경력을 포기하고 귀도의 아내가 된 삶을 이야기한다. 카를라가 나타나자 루이사는 분노하고, 귀도는 카를라를 다시 숨겨진 숙소로 돌려보낸다. 루이사를 달래는 데 실패한 귀도는 호텔 바에서 스테파니를 만나고, 그녀가 자신의 영화 스타일을 좋아한다는 것을 알게 된다. 스테파니와 방에 갔지만, 아내에 대한 애정을 깨닫고 다시 루이사에게 돌아간다. 그는 루이사에게 다시는 바람을 피우지 않겠다고 약속한다.
그러나 카를라가 자살 시도를 하자, 귀도는 그녀를 돌본다. 꿈속에서 어머니가 나타나 그에게 삶을 바로잡으라고 조언한다. 다음날 아침, 카를라의 남편이 도착하고, 루이사는 귀도를 떠난다. 로마에서 촬영을 시작하지만, 대본이 없다는 것을 알게 된 귀도는 영화 배우 클라우디아에게 영감을 구한다. 그는 수많은 여성과 사랑에 빠진 남자의 이야기를 영화로 만들고자 하지만, 클라우디아는 그가 사랑을 할 수 없는 사람이라고 말한다.
귀도는 루이사를 다시 만나지만, 그녀는 그와 다른 여배우의 모습에 실망하고 그를 떠난다. 귀도는 마침내 자신의 이기심을 깨닫고 영화를 취소한다. 영화를 만들 수 없다는 것을 인정하고 영화 세트를 파괴하고 로마를 떠난다.
2년 후, 귀도는 한 카페에서 루이사가 출연하는 연극 광고를 본다. 릴리는 그에게 다시 영화를 만들라고 제안하지만, 귀도의 아이디어는 아내를 되찾으려는 남자의 이야기뿐이다. 시간이 흘러, 귀도는 자신과 루이사의 젊은 시절을 그린 영화를 만들고, 깊은 사랑에 빠진 모습을 연출한다. 젊은 귀도는 자신의 삶 속 모든 사람들을 불러모으고, 루이사는 그림자 속에서 행복하게 지켜본다. 귀도는 "액션!"을 외치며 영화는 끝난다.

## 출연

### 주연
- 다니엘 데이 루이스
- 마리옹 꼬띠아르
- 니콜 키드먼
- 페넬로페 크루즈
- 주디 덴치
- 소피아 로렌

### 조연
- 퍼기
- 케이트 허드슨
- 릭키 토나찌
- 쥬세페 세데르나
- 엘리오 게르마노
- 안드레아 디 스테파노
- 로베르토 노빌

## 기타
- 제작책임: 스티븐 스퀼란트
- 미술: 존 마이어
- 세트: 고든 심
- 의상: 콜린 앳우드
- 배역: 케이트 도드
- 배역: 프랜신 마이슬러